# Fédération ougandaise des échecs
La Fédération ougandaise des échecs (en anglais : Uganda Chess Federation ou UCF) est l'organisme qui a pour but de promouvoir la pratique des échecs en Ouganda.

## Historique
Lors de sa création en 1972, la fédération s'est d'abord appelée Chess Association of Uganda avant d'être rebaptisée Uganda Chess Federation lors de son affiliation à la Fédération internationale des échecs en 1978.
La pratique des échecs a connu un regain d'intérêt en Ouganda lors de la sortie du film La Dame de Katwe inspiré de la vie de la joueuse Phiona Mutesi.

## Organisation
Depuis 2017, le président de la Fédération ougandaise des échecs est Emmanuel Mwaka. Lors de son premier mandat (de 2017 à 2021), l'UCF a remporté 50 médailles internationales et décroché 16 titres de maîtres.

## Galerie

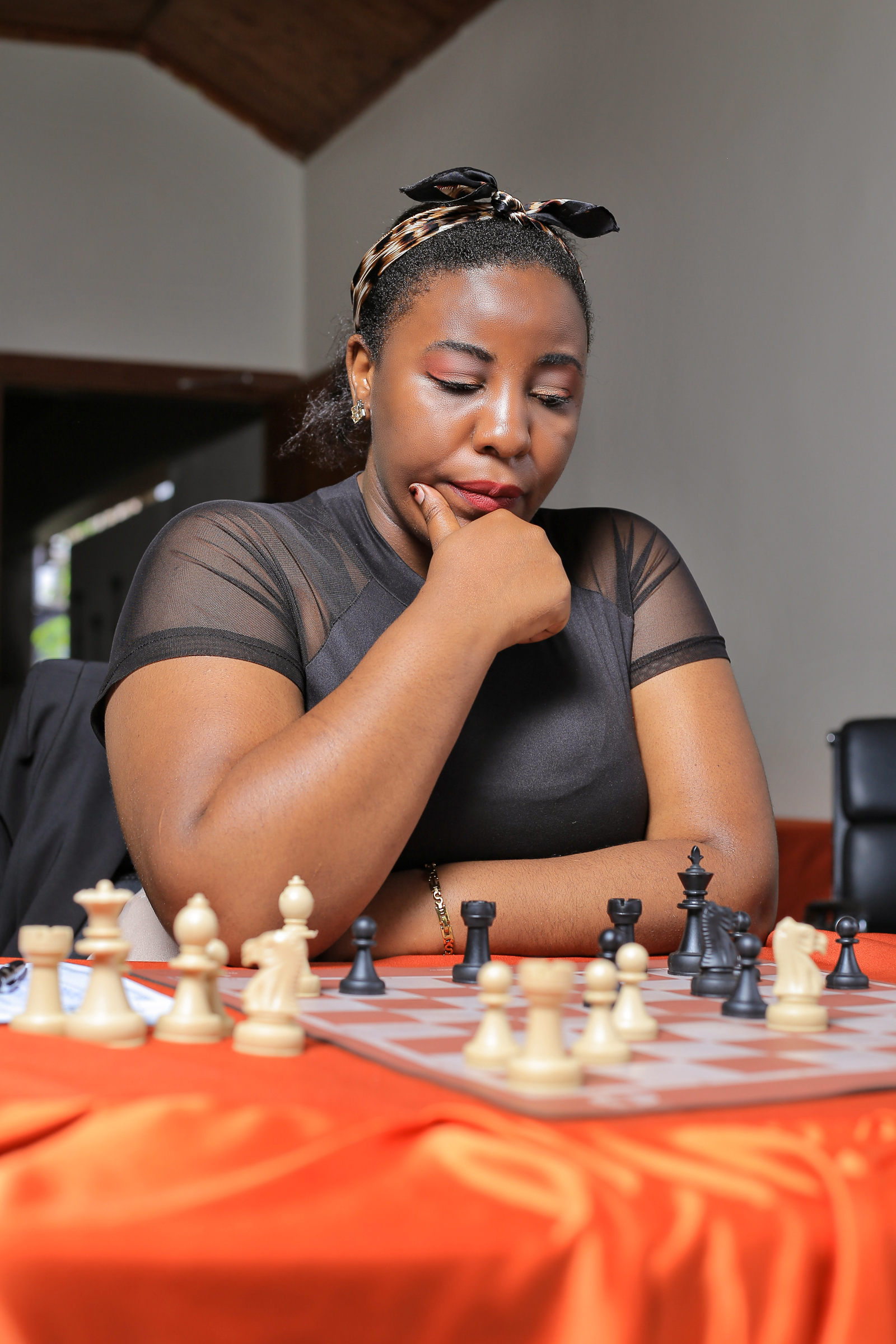
La joueuse ougandaise Ampaire Shakira lors de l'olympiade d'échecs de 2022 à Chennai.
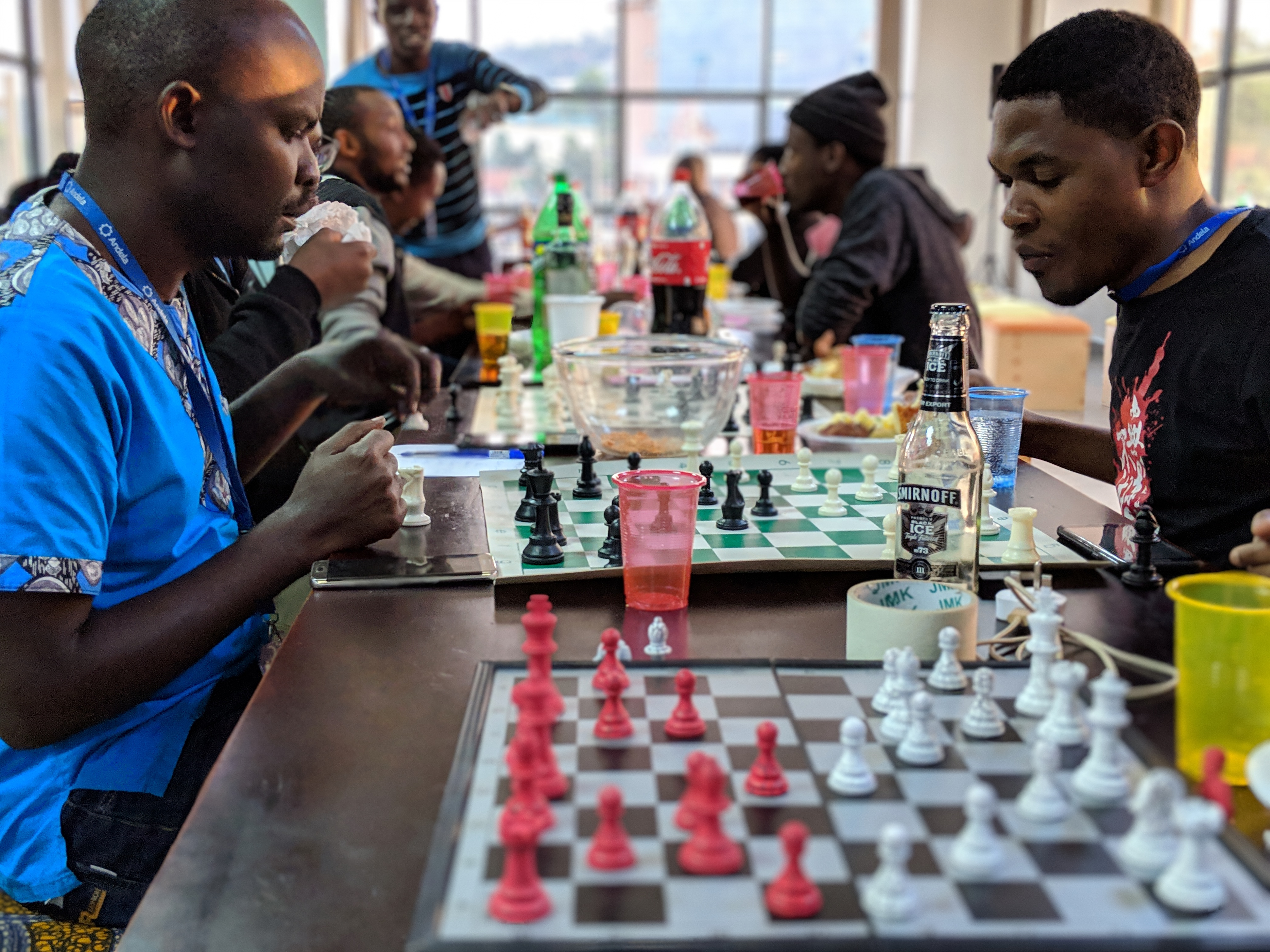
Joueurs d'échecs en Ouganda.